# Operation Barney
Die Operation Barney war eine Operation der US-amerikanischen Marine während des Pazifikkrieges im Zweiten Weltkrieg. Dabei drangen im Juni 1945 neun US-amerikanische U-Boote in das Japanische Meer ein und versenkten zahlreiche Schiffe.

## Unternehmen

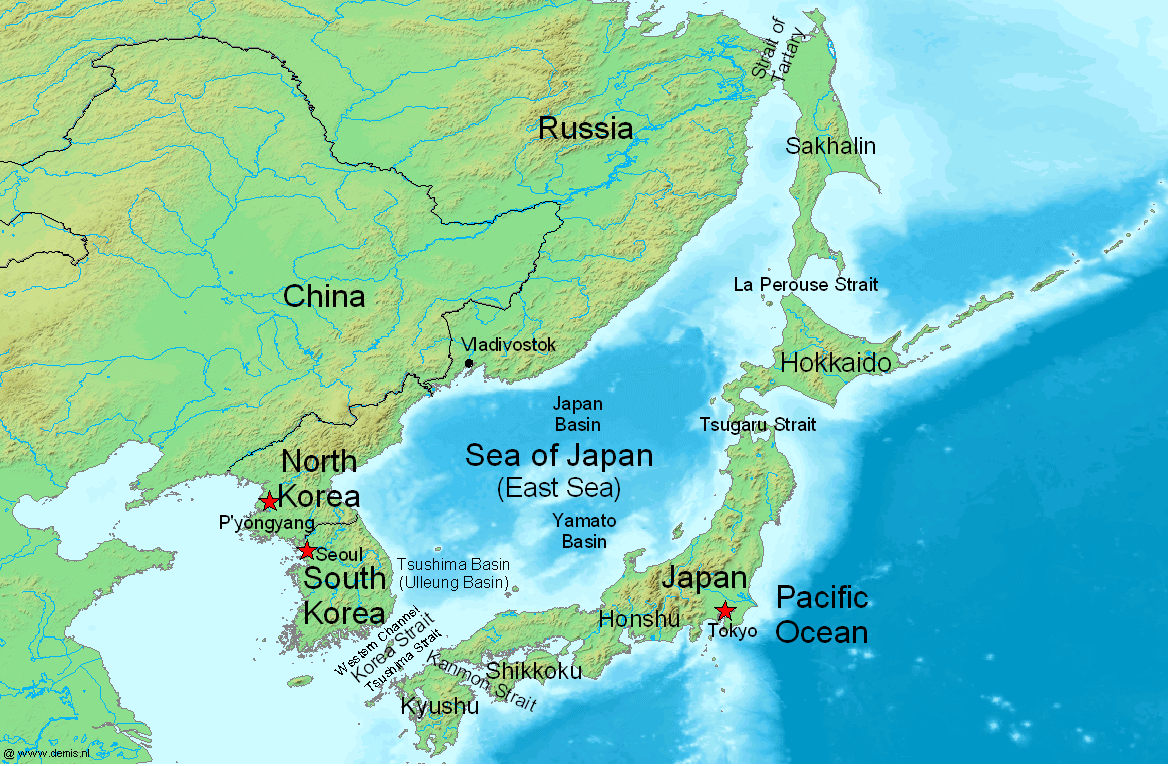
Karte des Japanischen Meers

Im Jahr 1944 waren der japanischen Handelsflotte durch US-amerikanische U-Boote, Flugzeuge und Seeminen schwere Verluste zugefügt worden. Nur wenige japanische Schiffe bewegten sich noch in küstennahen Gebieten und waren dort vor dem Einsatz von U-Booten relativ sicher. Im abgeschirmten Japanischen Meer, dem Hinterhof Japans, gab es noch regen Schiffsverkehr.
Nachdem mit dem Sonar von Minensuchbooten in U-Booten experimentiert worden war, reifte bei Admiral Lockwood die Idee, U-Boote mit Minen-Sonar durch die Minengürtel um das Japanische Meer hindurch einen Angriff durchführen zu lassen. Das sollte den Japanern auch zeigen, dass sie nirgends mehr sicher wären und so psychologisch helfen, dass Japan kapitulieren würde. Mit der Ausarbeitung des Planes wurde William Bernard (Barney) Sieglaff beauftragt, nach dem die Operation Barney genannt wurde.
Unter dem Kommando von E.T. Hydeman drangen am 5. und 6. Juni 1945 drei Dreier-Rudel (wolfpacks) durch die Korea-Straße in das Japanische Meer ein und erreichten ihre dortigen Einsatzgebiete drei Tage später. Dort versenkten sie innerhalb von elf Tagen 27 Handelsschiffe mit 54.784 BRT und das japanische U-Boot I-122 sowie aus Versehen den sowjetischen Frachter Transbalt. Die USS Bonefish wurde am 19. Juni von japanischen Einheiten versenkt. In der Nacht des 24. Juni zogen sich die verbliebenen acht U-Boote durch die La-Pérouse-Straße aus dem Japanischen Meer zurück. Das war eines der erfolgreichsten U-Boot-Unternehmen des Krieges.
Im Einzelnen versenkten die U-Boote:
USS Sea Dog (SS-401) 6 Handelsschiffe,
USS Spadefish (SS-411) 5 Handelsschiffe,
USS Tinosa (SS-283) 4 Handelsschiffe,
USS Skate (SS-305) 3 Handelsschiffe und das U-Boot I-122,
USS Crevalle (SS-291) 3 Handelsschiffe,
USS Bonefish (SS-223) 2 Handelsschiffe,
USS Flying Fish (SS-229) 2 Handelsschiffe,
Bowfin 2 Handelsschiffe und
Tunny keine Versenkung.
Ermutigt durch den Erfolg sandte Admiral Lockwood anschließend eine Gruppe von sieben Booten in das Japanische Meer.

## Filmische Verarbeitung
- Hellcats of the Navy, Columbia Pictures 1957 (mit Ronald Reagan)